# 利比亞的土耳其人
利比亞的土耳其人，大多數是奧斯曼帝國時代在利比亞駐軍的後人，也有一部分人是土耳其人與北非女人的混血後裔，也有一部分來自1975年的移民，其人口為35,000-80000人。

## 歷史
在1555年，奧斯曼帝國征服了利比亞並設置的黎波里塔尼亞省，土耳其人開始與當地北非女人結婚，生出稱為寇爾斡里斯的混血兒，然而，總的來說，這裡不鼓勵通婚，以維護社區的“土耳其性”。
因此，傳統上使用“土耳其人”和“ 寇爾斡里斯”一詞來區分全部土耳其血統和部分土耳其血統，傳統上一直統治著利比亞的政治生活。在1936年，利比亞的土耳其人大約有35000人，其中30000人生活在海岸，今天他們仍識别自己是土耳其人。
2011年利比亞內戰爆發時，米蘇拉塔成為“抵抗的堡壘”，土耳其-利比亞人在戰爭中佔據重要地位。2014年，一位前卡扎菲的軍官向《紐約時報》報導，內戰現在是阿拉伯部落（如辛塔尼人）與土耳其血統及柏柏爾人和切爾克斯人之間的“種族鬥爭”